# Klaus-Jürgen Matthes

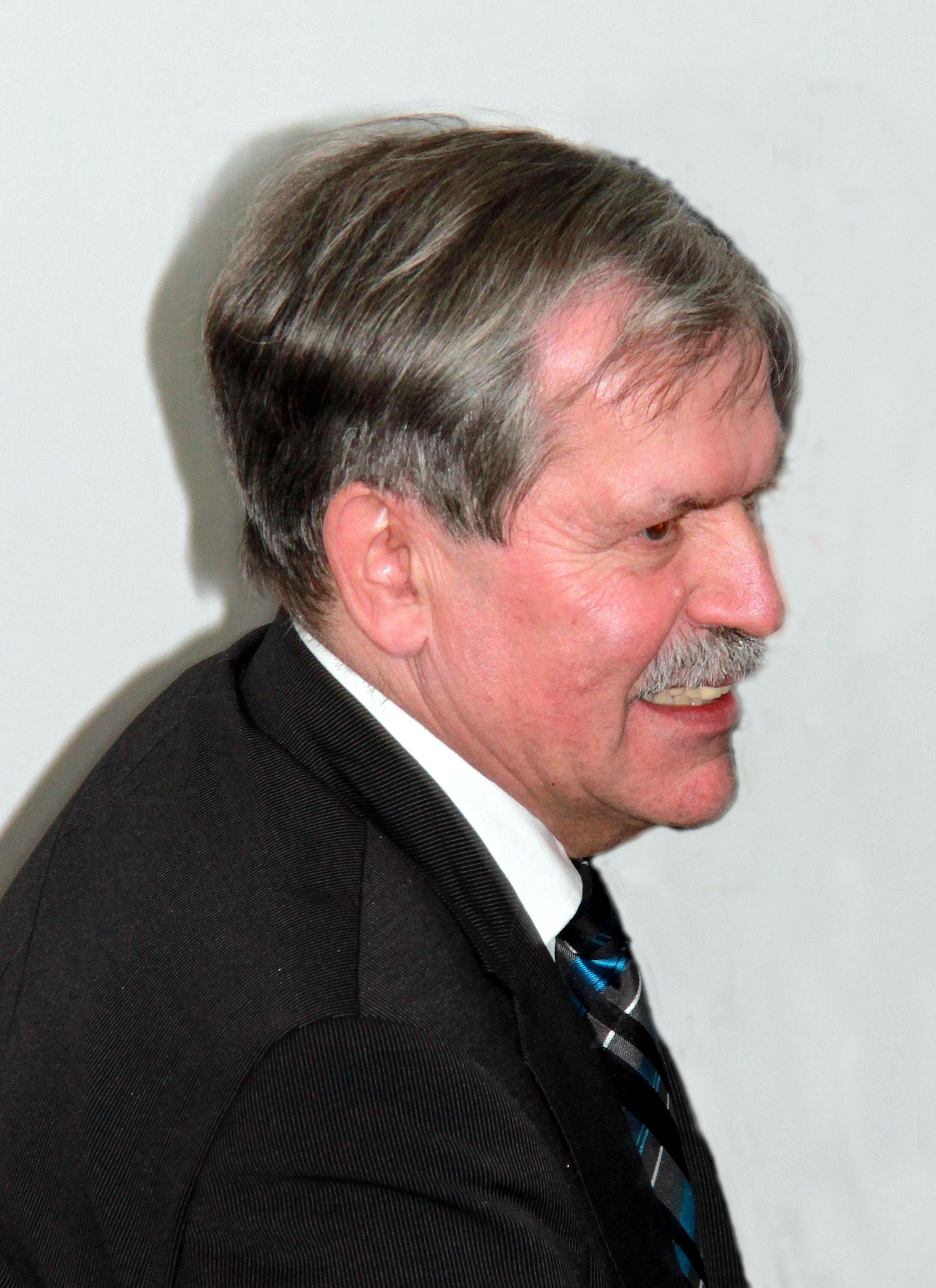
Klaus-Jürgen Matthes

Klaus-Jürgen Matthes (* 27. September 1945 in Meerane) ist ein deutscher Ingenieur und Hochschullehrer. Von 2003 bis 2011 war er Rektor der TU Chemnitz.

## Leben und Wirken
Zwischen 1964 und 1969 studierte Matthes an der TH Karl-Marx-Stadt in der Fachrichtung Schweißtechnik Maschinenbau. Bis 1971 schloss er ein Forschungsstudium an, das er mit der Promotion zum Thema Rationalisierung der technologischen Fertigungsvorbereitung der Arbeitsverrichtung „Lichtbogenschmelzschweissen“ durch den Einsatz der elektronischen Datenverarbeitung abschloss. Er wurde daraufhin wissenschaftlicher Assistent und Oberassistent im Wissenschaftsbereich Fügetechnik und Montage. Zwischen 1976 und 1977 war er kurzzeitig am Lehrstuhl Schweißtechnik des Metallurgischen Instituts Schdanow in der Ukraine tätig. 1985 legte er zur Thematik Technologische Grundlagen zur Automatisierung des Schweissprozesses und deren Anwendung beim Mittelaktivgas-Schweissen seine Diss. B ab, die ihm 1991 nach der politischen Wende offiziell als Habilitation anerkannt wurde. Danach leitete er die Forschungsgruppe im IFA Ingenieurbetrieb Hohenstein-Ernstthal, bis er 1987 zum Dozenten für Prozessautomatisierung der Schweißtechnik an der TU Karl-Marx-Stadt berufen wurde. 1989 folgte die Berufung zum ordentlichen Professor für Schweißtechnik. Seit 1992 ist er Inhaber der Professur Schweißtechnik innerhalb des Instituts für Fertigungstechnik und Schweißtechnik.
Innerhalb der Akademischen Selbstverwaltung übernahm er im Laufe der Jahre diverse Ämter. Zwischen 1994 und 1997 war er Dekan der Fakultät für Maschinenbau und Verfahrenstechnik und wurde anschließend zum Prorektor für Forschung gewählt. Seit dem 1. Oktober 2003 amtierte er als Rektor der TU Chemnitz. Am 1. Dezember 2010 übernahm er den Vorsitz der sächsischen Landesrektorenkonferenz. Seine zweite Amtszeit als Rektor wäre regulär am 30. September 2009 ausgelaufen, verlängerte sich aber durch Übergangsbestimmungen infolge der Einführung eines neuen Sächsischen Hochschulgesetzes, der damit verbundenen Etablierung neuer Hochschulgremien und Verzögerungen an der TU Chemnitz um über zwei Jahre. Die Amtszeit endete schließlich am 18. Oktober 2011 mit der Wahl von Arnold van Zyl zu seinem Nachfolger.
Am 23. Mai 2004 nahm er als Vertreter der sächsischen CDU an der 12. Bundesversammlung zur Wahl des deutschen Bundespräsidenten teil.
Matthes ist gewählter Gutachter der AiF, Sondergutachter der Deutschen Forschungsgemeinschaft und ist Mitglied und Vorsitzender mehrerer Vorständen technischer Verbände, Forschungszentren sowie Aufsichtsrats von Unternehmen des Technologietransfers und Forschungs-GmbHs.
Matthes ist verheiratet und hat zwei Kinder.

## Ehrungen
Anlässlich seines 65. Geburtstags wurde Matthes am 5. Oktober 2010 für seine Verdienste um die Zusammenarbeit mitteldeutscher Universitäten zum Ehrenmitglied der TU Ilmenau ernannt.

## Werke (Auswahl)
- Rationalisierung der technologischen Fertigungsvorbereitung der Arbeitsverrichtung „Lichtbogenschmelzschweissen“ durch den Einsatz der elektronischen Datenverarbeitung, Diss. A, 1972
- Technologische Grundlagen zur Automatisierung des Schweissprozesses und deren Anwendung beim Mittelaktivgas-Schweissen, Diss. B, 1985
- Schweißtechnik: Schweißen von metallischen Konstruktionswerkstoffen, Fachbuchverl. Leipzig im Carl-Hanser-Verl., 2002  ISBN 3-446-22046-1
- Fügetechnik: Überblick – Löten – Kleben – Fügen durch Umformen, Fachbuchverl. Leipzig im Carl-Hanser-Verl., 2003  ISBN 3-446-22133-6